# تشارلز بورنيت
تشارلز بورنيت (بالإنجليزية: Charles Burnett)‏ (و. 1944 – م) هو مخرج سينمائي، وممثل، وكاتب سيناريو، ومصور سينمائي، ومنتج أفلام، ومونتير من الولايات المتحدة الأمريكية. ولد في فيكسبيرغ.

## التعليم
تعلم في مدرسة يو سي إل إيه للمسرح والسينما والتلفزيون ‏، في تخصص فيلم ومسرح، وتحصل منها على Master of Fine Arts، وجامعة كاليفورنيا، لوس أنجلوس، في تخصص الكتابة الابداعية، وتحصل منها على بكالوريوس في الفنون، وكلية لوس أنجلوس سيتي ‏، في تخصص إلكترونيات.

## جوائز وترشيحات
حصل على جوائز منها:
- جائزة الروح المستقلة لأفضل سيناريو  [لغات أخرى]‏، عن عمل: To Sleep with Anger (1991)
- جائزة الروح المستقلة لأفضل مخرج، عن عمل: To Sleep with Anger (1991)
- جائزة الجمعية الوطنية الأمريكية للنقاد السينمائيين لأفضل سيناريو [الإنجليزية]‏، عن عمل: To Sleep with Anger (1990)
- زمالة ماك آرثر (31 يوليو 1988)
- زمالة غوغنهايم
- نيشان الخدمة المتميزة [الإنجليزية]‏.

ترشح لـ:
- جائزة الروح المستقلة لأفضل مخرج، عن عمل: To Sleep with Anger (1991)
- جائزة الروح المستقلة لأفضل سيناريو، عن عمل: To Sleep with Anger (1991)
- National Society of Film Critics Award for Best Screenplay، عن عمل: To Sleep with Anger (1990).

## وصلات خارجية
- تشارلز بورنيت على موقع IMDb (الإنجليزية)
- تشارلز بورنيت على موقع الموسوعة البريطانية (الإنجليزية)
- تشارلز بورنيت على موقع ألو سيني (الفرنسية)
- تشارلز بورنيت على موقع أول موفي (الإنجليزية)
- تشارلز بورنيت على موقع قاعدة بيانات الأفلام السويدية (السويدية)
- تشارلز بورنيت على موقع قاعدة بيانات الفيلم (الإنجليزية)
- تشارلز بورنيت على موقع كينوبويسك (الروسية)